# 北海道道1002号光地园尾田线
北海道道1002号光地園尾田線（日语：北海道道1002号光地園尾田線）是一条位于北海道十勝綜合振興局管内广尾郡大樹町的普通道级道路（北海道道）。

## 道路概况
- 起点：北海道广尾郡大樹町光地園
- 終点：北海道广尾郡大樹町尾田
- 总长：16.3千米

## 经过的自治体
- 十勝綜合振興局
  - 广尾郡大樹町

## 主要连接道路
- 北海道道622号幸德大树停车场线（大全）
- 北海道道55号清水大树线（终点）

## 历史
- 1982年（昭和57年）3月31日 - 路線勘定（北海道告示第590号）

## 沿線
- 町营光地園牧場